# Ферхад-паша Далматинац
Ферхад-паша Далматинац (1484.—1524) био је паша Сулејмана Величанственог.

## Каријера
Рођен је у Шибенику око 1484. године. Ферхат-паша је као дете пао у турско заробљеништво. Своју војну каријеру је започео као лична стража султана Бајазита II, а напредује и добија титулу паше у време султана Селима I. Оженио се султановом ћерком Бејхан, и тако напредовао на друштвеној лествици Отоманског царства. Био је немилосрдан, убијао је неистомишљенике и пљачкао имања, тако да је лош глас о њему стигао до султана Сулејмана, који је издао наређење за погубљење које је извршено 1. новембра 1524. у Београду.